# Федеріко Вальверде
Федеріко Вальверде (ісп. Federico Valverde, нар. 22 липня 1998, Монтевідео) — уругвайський футболіст, півзахисник мадридського «Реала» та збірної Уругваю.
Виступав, зокрема, за клуби «Пеньяроль», у складі якого ставав чемпіоном Уругваю і «Депортіво».

## Клубна кар'єра
Народився 22 липня 1998 року в місті Монтевідео. Вихованець футбольної школи клубу «Пеньяроль». Дорослу футбольну кар'єру розпочав 2015 року в основній команді того ж клубу, в якій провів один сезон, взявши участь в 11 матчах регулярного чемпіонату, а також у фінальній грі, в який його команда як переможець Апертури виборола чемпіонське звання у протистоянні з переможцем Клаусури клубом «Пласа Колонія».
Влітку 2016 року уклав контракт з мадридським «Реалом» та продовжив кар'єру у його другій команді, «Реал Мадрид Кастілья», у третьому за силою іспанському дивізіоні.
До складу «Депортіво» приєднався 2017 року на умовах оренди. Станом на 20 квітня 2018 року відіграв за клуб з Ла-Коруньї 22 матчі в національному чемпіонаті.

## Виступи за збірні
2012 року дебютував у складі юнацької збірної Уругваю, взяв участь у 56 іграх на юнацькому рівні, відзначившись 21 забитим голом.
Протягом 2016–2017 років залучався до складу молодіжної збірної Уругваю. На молодіжному рівні зіграв у 15 офіційних матчах, забив 2 голи. У складі «молодіжки» був учасником світової першості 2017 року, на якій уругвайці посіли четверте місце, а самого Федеріко було визнано другим найкращим гравцем турніру (нагорода «Срібний м'яч»).
5 вересня 2017 року дебютував в офіційних матчах у складі національної збірної Уругваю грою відбору на ЧС-2018 проти збірної Парагваю.У тій же грі забив свій перший гол за головну команду країни, відкривши рахунок зустрічі, яка завершилася перемогою його команди з рахунком 2:1. 
| Дата       | Місто          | Господарі | Результат | Гості   | Турнір            | Голи | Примітки |
| ---------- | -------------- | --------- | --------- | ------- | ----------------- | ---- | -------- |
| 5-9-2017   | Асунсьйон      | Парагвай  | 1 – 2     | Уругвай | Відбір до ЧС 2018 | 1    |          |
| 5-10-2017  | Сан-Кристобаль | Венесуела | 0 – 0     | Уругвай | Відбір до ЧС 2018 | -    | 79'      |
| 10-10-2017 | Монтевідео     | Уругвай   | 4 – 2     | Болівія | Відбір до ЧС 2018 | -    | 60'      |
| 14-11-2017 | Відень         | Австрія   | 2 – 1     | Уругвай | товариський матч  | -    | 80'      |
| Усього     |                | Матчів    | 4         |         | Голів             | 1    |          |

## Титули і досягнення

### Командні
«Пеньяроль»
Чемпіон Уругваю (1):  2015–16
Переможець Торнео Апертура (1):  2015
«Реал Мадрид»
Переможець Клубного чемпіонату світу (2): 2018, 2022
Володар Суперкубка Іспанії (3): 2019, 2021, 2023
Чемпіон Іспанії (3): 2019–20, 2021–22, 2023–24
Переможець Ліги Чемпіонів УЄФА (2): 2021–22, 2023–24
Володар Суперкубка УЄФА (1): 2022
Володар кубка Іспанії (1): 2022–23
Міжконтинентальний кубок ФІФА (1): 2024
Збірна Уругваю
- Бронзовий призер Кубка Америки: 2024[3]

### Особисті
- Найкращий молодий футболіст Уругваю за версією Pasión Fútbol: 2016[4]
- Срібний м'яч молодіжного чемпіонату світу (1): 2017
- Найкращий гравець матчу за Суперкубок Іспанії (1): 2019